# مايكل روزين
مايكل روزين (بالإنجليزية: Michael Rosen)‏‏ (7 مايو 1946 في هارو ‏ - ) كاتب، وكاتب للأطفال، ويوتيوبي، وروائي، ومؤلف، وشاعر من المملكة المتحدة.

## الجوائز
- - Children's Laureate [الإنجليزية]‏
- جائزة نستله لكتب الأطفال [الإنجليزية]‏
- زميل في الجمعية الملكية للأدب

## روابط خارجية
- مايكل روزين على موقع IMDb (الإنجليزية)
- مايكل روزين على موقع قاعدة بيانات الفيلم (الإنجليزية)